# Vladímir Antónov-Ovséienko
Vladímir Aleksàndrovitx Antónov-Ovséienko (en rus Влади́мир Алекса́ндрович Анто́нов-Овсе́енко, en ucraïnès: Володи́мир Олекса́ндрович Анто́нов-Овсі́єнко) (Txerníhiv, 9 de març de 1883 – Moscou, 10 de febrer de 1938) fou, primer, un destacat bolxevic i, després, un representant diplomàtic de la Unió Soviètica, cònsol a Barcelona durant l'anomenada guerra civil espanyola. Morí víctima de la Gran Purga de Stalin.

## Abans de la Revolució

### Formació Militar
Nascut a Txernihiv (Ucraïna) dins d'una família d'aristòcrates militars, es graduà al cos de cadets de Vorónej el 1901. Després, pressionat pel seu pare, ingressà a l'Escola Militar d'Enginyeria de Mikolaiv on, però, es negà a pronunciar el jurament de "fidelitat al Tsar i a la Pàtria", per la qual cosa fou arrestat; tanmateix, se li permeté sortir amb garantia de la paraula del seu pare. El 1902, va marxar de casa i va arribar a treballar de peó i de cotxer fins que va matricular-se a l'Escola Militar de Sant Petersburg, on va assolir el grau de cadet, i, acabats els seus estudis a l'Escola Militar d'Infanteria de Vladímir, fou destinat a Varsòvia.

### Activitat Subversiva
A principis de 1902, Antónov-Ovséienko va unir-se al Partit Obrer Socialdemòcrata Rus i quan, l'any següent, es produí l'escissió del partit entre bolxevics i menxevics, s'alineà amb aquests darrers. Ja aleshores, va crear una cèl·lula revolucionària a l'Escola d'Infanteria Vladímir, on estudiava, i, posteriorment, a Varsòvia, va crear el Comitè Militar socialdemòcrata.
Després d'haver servit a l'extrem orient, abandonà l'exèrcit, on havia assolit la condició de sub-oficial, i es consagrà a la lluita política clandestina. Durant la Revolució russa de 1905, va dirigir els alçaments de Novo-Alexandria a Polònia i de Sebastòpol (Crimea). Per això, fou detingut i condemnat a mort, pena que li fou commutada per vint anys d'exili a Sibèria, d'on aconseguí fugir, i, el 1910, s'establí a París com a exiliat.
Poc després de l'esclat de la Primera Guerra Mundial (1914-1918), el rebuig i la protesta contra el conflicte bèl·lic van dur Antónov-Ovséienko a convertir-se en un menxevic internacionalista, i, el maig de 1917, després d'haver-se passat als bolxevics, va tornar a Rússia.

## Durant la Revolució

### La Crisi de Juliol
Com a membre de l'Organització Militar del Partit Bolxevic, va traslladar-se a Hèlsinki per dirigir la tasca de propaganda entre els soldats del nord i els mariners de la flota del Bàltic, cosa que feu mitjançant els seus articles al diari Volnà (Волна́: "Ona", "Onada").
A principis de maig de 1917, esdevingué ministre de la Guerra del Govern Provisional Rus el polític socialrevolucionari Aleksandr Kérenski, el qual, sota pressió dels Aliats que volien que Rússia continués la guerra, va decretar una ofensiva contra les forces de l'Imperi Alemany i austrohongareses a Galítsia amb la qual pretenia recuperar la moral i la disciplina de les tropes, força deteriorada d'ençà que el triomf de la Revolució de Febrer havia forçat l'abdicació de Nicolau II de Rússia. Si, al principi, l'ofensiva russa, que tingué lloc durant el juliol de 1917, semblà reeixida, aviat, però, fou aturada i rebutjada per un fort contraatac. L'exèrcit rus patí greus pèrdues i, a més, les desercions, sabotatges i motins mostraren clarament que els soldats no estaven pas en disposició de continuar la guerra. El fracàs de l'ofensiva va dur a la crisi de juliol amb vagues i protestes a Petrograd, en què es va plantejar per primera vegada l'amenaça d'un cop d'estat bolxevic; després dels fets de juliol, el Príncep Lvov dimití del càrrec de primer ministre que passà a Kérenski.
Com que un dels principals organitzadors de les protestes contra l'Ofensiva de Juliol havia estat Antónov-Ovséienko, el Govern Provisional Rus el feu detenir i l'internà a la presó "Krestí" (Кресты́) a Petrograd; durant la seva reclusió, juntament amb Fiódor Raskólnikov i en nom d'altres presos bolxevics, va escriure una nota de protesta contra el seu arrest injustificat. Excarcerat sota fiança a principis de setembre, Antónov-Ovséienko continuà la seva tasca d'agitador polític a Finlàndia entre els soldats del Front del Nord.

### La Revolució d'Octubre
Com a secretari del Comitè Revolucionari de Petrograd, Antónov-Ovséienko participà activament en la insurrecció armada que donà lloc a la Revolució d'octubre, encapçalant l'escamot de soldats que prengué el Palau d'Hivern i arrestà els membres del Govern Provisional que no fugiren.
En reconeixement de la seva tasca revolucionària, el Segon Congrés de Sòviets de Totes les Rússies, celebrat el 8 de novembre (26 d'octubre segons el calendari julià) de 1917, és a dir, l'endemà del cop d'estat bolxevic, va nomenar Antónov-Ovsieyenko membre del Comitè d'Afers Militars i Navals del Consell de Comissaris del Poble presidit per Lenin.

### Guerra Civil

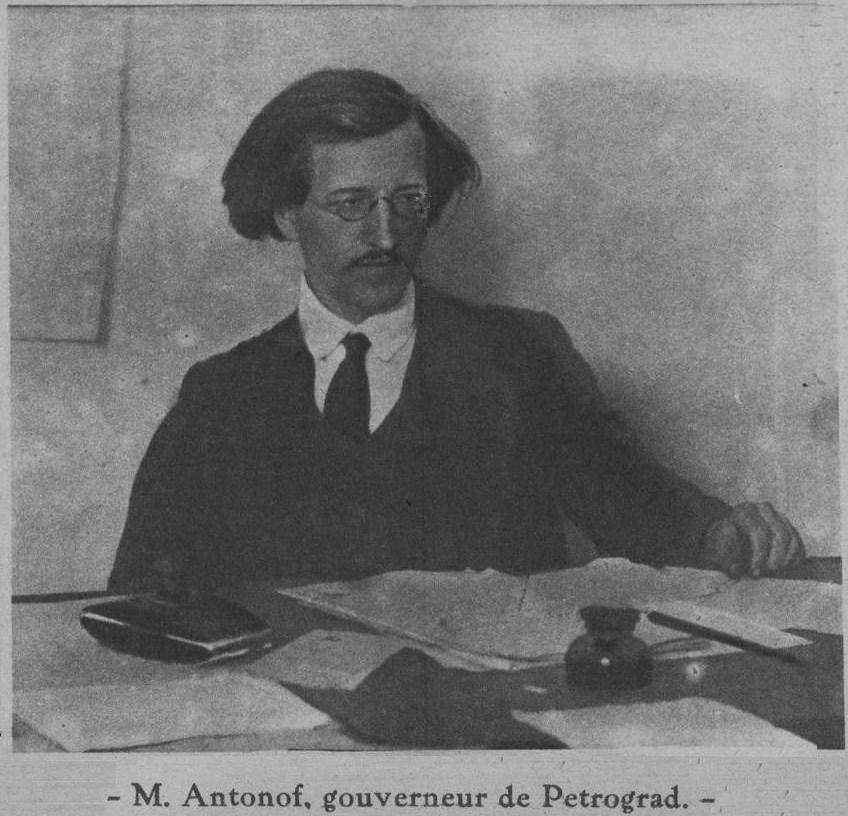
Governador de Petrograd.

Com a especialista en qüestions militars, el desembre de 1917, Antónov-Ovséienko assumí el comandament de l'Exèrcit Roig contra les forces cosaques dirigides pel general Aleksei Kaledin i les tropes de la Rada Suprema (el parlament d'Ucraïna).
Antónov-Ovséienko aconseguí entrar victoriós a Khàrkiv, i el Congrés dels Soviets es proclamà govern d'Ucraïna, i lliurà el comandament militar al eserista d'esquerres M. A. Muraviov.
Per indicació personal d'Antónov-Ovséienko, l'1 d'abril de 1918 fou executat a Taganrog (Mar d'Azov) el general tsarista retirat Paul von Rennenkampf.
Després de la retirada de l'exèrcit alemany, que havia ocupat el territori arran del Tractat de Brest-Litovsk, des de gener fins a juny del 1919, Antónov-Ovséienko dirigí la lluita contra les forces nacionalistes ucraïneses de l'Exèrcit Verd, i aconseguí imposar el poder soviètic a tot arreu d'Ucraïna.
A Khàrkiv havia esclatat un conflicte laboral perquè els empresaris no volien pagar el sou als obrers en vaga per la introducció de la jornada de vuit hores, Antónov-Ovséienko va resoldre el contenciós tancant quinze empresaris en un vagó de tren amenaçant-los de condemnar-los a treball forçats en unes mines si no pagaven en efectiu una elevada suma de diners. Seguint en aquesta línia, va prendre part en la brutal repressió de la Rebel·lió de Tambov (1919-1921) en què l'Exèrcit Roig va esclafar les protestes dels pagesos, fins i tot amb l'ús d'armes químiques; d'aquesta acció repressiva se'n diu també l'"antónovixtxina".

## Dins del Règim Soviètic

### Carrera Política
Entre 1922 i 1924, Antónov-Ovséienko fou cap del Departament Polític del Consell Militar Revolucionari. Dins de les estructures del poder soviètic, s'oposava al poder personal de Stalin, cosa que va dur-lo a unir-se a l'Oposició d'esquerra encapçalada per Lev Trotski, de la qual formà part entre 1923 i 1927, amb la qual, però, va trencar el 1928, quan Trotski va ser deportat al Kazakhstan.
Per altra banda, en aquella època va començar la seva carrera com a diplomàtic, exercint càrrecs de cònsol de la Unió Soviètica a Txecoslovàquia (1924), Lituània (1928) i Polònia (1930); tot i així, dins del govern de Rússia, el 1934 ocupà el càrrec de Fiscal en Cap i, el 1937, el de Comissari del Poble de Justícia.

### Cònsol a Barcelona
Entre 1936 i 1937, durant la Guerra Civil Espanyola, Antónov-Ovséienko ocupà el càrrec de cònsol general de la Unió Soviètica a Barcelona, des del qual, també feu d'assessor militar del govern de la República.
A Barcelona, el cònsol Antónov-Ovséienko actuà com a corretja de transmissió de la línia política de Stalin d'oposició als moviments anarquistes de la FAI i la CNT i al Partit Obrer d'Unificació Marxista (POUM), partit considerat trotskista, hegemònics a Catalunya en el període que anà des del fracàs de l'alçament militar del 18 de juliol de 1936 fins als Fets de maig de 1937. Precisament va tenir un paper important en aquest esdeveniment a la ciutat. Va dimitir arran d'un conflicte amb Juan Negrín, president del govern espanyol.

### La Gran Purga
El 13 d'octubre de 1937, Antónov-Ovséienko fou detingut per l'NKVD en el marc de la Gran Purga ordenada per Stalin. El 8 de febrer de 1938, el Col·legi Militar de la Cort Suprema de l'URSS el condemnà a morir afusellat sota l'acusació de pertànyer a una organització terrorista trotskista i per espionatge.
Fou rehabilitat pòsthumament arran del procés de desestalinització que s'inicià el 25 de febrer de 1956 amb la lectura del Discurs Secret per Nikita Khrusxov durant el XX Congrés del PCUS, en el qual denunciava el culte a la personalitat i els crims de Stalin durant la Gran Purga.